# تيودوروس بابالوكاس
تيودوروس بابالوكاس (باليونانية: Θοδωρής Παπαλουκάς)‏ و (باليونانية: Θεόδωρος "Τεό" Παπαλουκάς)‏ وهو لاعب كُرة سلة يوناني معتزل ولد في يوم 8 مايو 1977 في مدينة أثينا عاصمة اليونان، يعد بابالوكاس من أفضل لاعبي كرة السلة في تاريخ اليونان، حيث ساهم بتحقيق عدة إنجازات لبلده حيث فاز مع منتخب اليونان لكرة السلة ببطولة أمم أوروبا لكرة السلة في سنة 2005 والتي أقيمت في صربيا والجبل الأسود وفاز أيضاً مع منتخبه ببطولة ستانكوفيتش الدولية لكرة السلة وفاز بالميدالية الفضية في كأس العالم لكرة السلة في سنة 2006، لعب بابالوكاس مع أندية سسكا موسكو في روسيا ومع مكابي تل أبيب في إسرائيل ولعب مع أولمبياكوس وبانيونيوس وحقق عدة ألقاب في الأندية التي لعب فيها ويبلغ طول اللاعب 200 سم.

## روابط خارجية
- تيودوروس بابالوكاس على موقع الاتحاد الدولي لكرة السلة (الإنجليزية)
- تيودوروس بابالوكاس على موقع الدوري الأوروبي لكرة السلة (الإنجليزية)
- تيودوروس بابالوكاس على موقع كرة السلة الأوروبية.كوم (الإنجليزية)
- تيودوروس بابالوكاس على موقع DraftExpress.com (الإنجليزية)
- تيودوروس بابالوكاس على موقع ريلجم (الإنجليزية)
- تيودوروس بابالوكاس على موقع بروبوليرز (الإنجليزية)
- تيودوروس بابالوكاس على موقع سبورتس رفرنس (الإنجليزية)
- تيودوروس بابالوكاس على موقع أوليمبيديا (الإنجليزية)